# آريان كويزومي
آريان كويزومي (بالإنجليزية: Ariane Koizumi)‏ هي عارضة وممثلة أمريكية، ولدت في 7 مارس 1963 في هانفورد في الولايات المتحدة.

## وصلات خارجية
- آريان كويزومي على موقع IMDb (الإنجليزية)
- آريان كويزومي على موقع ألو سيني (الفرنسية)
- آريان كويزومي على موقع قاعدة بيانات الفيلم (الإنجليزية)